# 蒯夫人
蒯夫人（？—？），三國荊州襄陽人。是魏國南陽太守蒯鈞之女，其外祖父則是魏國重臣王肅，故蒯氏也是晉武帝的姨表妹。後於泰始年間嫁於孫秀為妻。

## 生平
泰始六年（公元270年），吳國前將軍孫秀投奔晉國，晉武帝厚待他，就任命孫秀為驃騎將軍、交州牧、開府儀同三司，封會稽公，並將自己的表妹蒯氏許配給他，夫妻感情很好。
蒯夫人曾因為妒忌，故而辱罵孫秀為「貉子」，孫秀聽後心中大為不平，於是從此不再進入內室。蒯夫人因而後悔自責，並向表兄晉武帝求救。恰好是時遇上武帝大赦天下，群臣都入朝覲見。朝見完畢，群臣都退下了，武帝卻請孫秀單獨留下，並從容說道：「天下曠蕩，蒯夫人可得從其例不？」孫秀聽後就解下頭冠，向武帝謝罪。而蒯夫人與孫秀從此和好如初。

## 家庭

### 父族
- 蒯良，祖父，荊州牧劉表重要謀臣。
- 蒯越，叔祖，與祖父齊名。
- 蒯鈞，父，魏國南陽太守。

### 母族
- 王朗，外曾祖父。
- 王肅，外祖父，魏國重臣，歷任太常、中領軍、散騎常侍。
- 王元姬，姨母，王肅之女，嫁司馬昭。
- 司馬炎，表兄，司馬昭長子，西晉開國皇帝，即晉武帝。